# Prozess
Ein Prozess (von lateinisch procedere, „vorwärts gehen“) kann als ein Verlauf, eine Entwicklung oder ganz allgemein als ein System von Bewegungen bezeichnet werden. Vergleichbare Begriffe sind auch „Hergang“, „Fortgang“, „Ablauf“ und „Vorgang“. Die ursprüngliche Hauptbedeutung ist der Prozess als Rechtsbegriff.

## Etymologie
Das Wort Prozess (Schreibung im 20. Jahrhundert Prozeß, im 19. Jahrhundert häufig Process, etwas weniger häufig Proceß) ist in der spätmittelhochdeutschen Schreibung process und der Bedeutung „Erlass, gerichtliche Entscheidung“ im Deutschen seit dem 14. Jahrhundert belegt. Es wurde aus dem lateinischen processus („Fortgang, Fortschreiten“) entlehnt, das auf procedere („vorwärtsgehen, vorrücken, vortreten“) zurückgeht. Das lateinische procedere ist außerdem Ausgangspunkt für die Wörter Prozedur und Prozession.
Das Wort kennzeichnete im Mittelalter ein Rechtsverfahren, insbesondere bei kirchlicher Rechtsprechung. Erst später erfolgte eine Verallgemeinerung zu „Verfahrensweise“, woraus die Bedeutung „Herstellungsverfahren medizinisch wirksamer Tinkturen“ entstand. Daraus entwickelte sich der Prozessbegriff der Chemie, und aus diesem der der Philosophie.
Johann Christoph Adelung betont an der Wende des 18. zum 19. Jahrhundert in seinem Grammatisch-kritischen Wörterbuch der Hochdeutschen Mundart, dass sich Prozess auf „die Art und Weise, wie eine Sache behandelt wird“ beziehe. Er beschreibt ausschließlich die Bedeutung in der Chemie und als Rechtsgang. Zu Beginn des 20. Jahrhunderts stellt der Brockhaus in seiner Konversationslexikon-Ausgabe von 1911 die allgemeine Bedeutung von „Vorgang, Verlauf, Entwicklung“ einer Erwähnung der fachsprachlichen Bedeutung in Rechtswesen und Chemie voran. Dazwischen liegt das 19. Jahrhundert, in welchem der Prozessbegriff insbesondere über die Naturphilosophie seine heutige Bedeutung erhielt.

## Allgemeines
In den Natur- und Sozialwissenschaften ist Prozess heute eine Bezeichnung für den gerichteten Ablauf eines Geschehens. In betrieblich-organisatorischem Zusammenhang werden Prozesse präzisierend als Arbeitsprozesse, Geschäftsprozesse, Produktionsprozesse oder Wertschöpfungsprozesse bezeichnet. Prozesse nennt man auch in Computersystemen ablaufende Programme, die in der Regel Teile der Systemsoftware sind.
Ein deterministischer Prozess ist ein Prozess, bei dem jeder Zustand kausal von anderen, vorherigen, abhängig ist und von diesen bestimmt wird. Ein stochastischer Prozess (Zufallsprozess) ist einer, bei dem ein Zustand aus anderen Zuständen nur mit einer gewissen Wahrscheinlichkeit folgt. Hier können nur statistische Gegebenheiten angenommen werden.

## Herausbildung des heutigen Prozessbegriffs
In den Naturwissenschaften erfolgte im 19. Jahrhundert eine Hinwendung zu einer dynamisch-prozesshaften Betrachtungsweise, die eine statisch-klassifikatorische des 18. Jahrhunderts ablöste. So stand in der Chemie des 19. Jahrhunderts die Untersuchung chemischer Umsetzungsprozesse im Vordergrund, während bisher die Klassifikation von Substanzeigenschaften ein wichtiges Ziel war. In der Biologie beschäftigten sich Jean-Baptiste de Lamarck und Charles Darwin mit dem Prozess des Artenwandels und ergänzten insofern eine statische Artenklassifikation, wie sie Carl von Linné im 18. Jahrhundert aufgestellt hatte.
Die politische Philosophie beschäftigte sich im 19. Jahrhundert stärker mit der Analyse prozesshafter Wandlungen, beispielsweise bei Georg Wilhelm Friedrich Hegel und Karl Marx. Diese Betrachtungen lösten statische-geschichtslose Zustandsfiktionen ab, wie sie vorher beispielsweise von Thomas Hobbes und John Locke formuliert worden waren.

### Schelling und Schlegel
Ab Ende des 18. Jahrhunderts erfährt der chemische Prozessbegriff eine Ausdehnung auf viele Phänomene der Naturwissenschaften. Dabei wird Leben als selbsterhaltender und organisierter Prozess interpretiert. Friedrich Wilhelm Joseph Schelling (1775–1854) stellt die Begriffe „Prozeß“ und „Organisation“ als sich wechselseitig bedingend dar. Er bezieht außerdem „Arbeit“ und „Produkt“ beziehungsweise „Produktion“ als „Prozeß“ aufeinander. Bei Friedrich Schlegel (1772–1829) ist die Natur ein Prozess. Er ersetzt vorhandene Gegenstandsbereichsgrenzen der Wissenschaft (wie „mineralisch“, „vegetabilisch“) durch Begriffe wie „Produkt“, „Prozeß“ und „Element“.

### Novalis
Novalis (1772–1801) versucht sich an einer Theorie des „allgemeinen Prozeß“. Dort sollte erstmals nicht nur der etablierte Prozessbegriff der Chemie und der aktuelle aus der Naturphilosophie einfließen, sondern auch der ursprüngliche, juristische Begriff. In seiner allgemeinen Prozess-Theorie kann der juristische Prozess als die Zeugung eines Urteils aufgefasst werden. Novalis verwendet auch als Erster die Redewendung vom „Prozeß der Geschichte“. Dieser wird gleichsam als Verbrennungsprozess interpretiert.

### Hegel
Georg Wilhelm Friedrich Hegel (1770–1831) übernimmt zu Beginn des 19. Jahrhunderts den Prozessbegriff aus dem naturphilosophischen Diskurs der Zeit und dehnt dessen Bedeutungsrahmen weiter aus. So differenziert er zwischen einem „theoretischen Prozeß“, gemeint ist ein Prozess der sinnlichen Empfindung, und dem „praktischen Prozeß“. Hegel globalisiert und entspezifiziert den Begriff, indem er ihn mit „Bewegung“ identifiziert. Schließlich bezieht er den Prozessbegriff auf sich selbst, spricht von der „Bewegung des Prozesses“ einerseits und dem „prozeßlosen Prozeß“ andererseits.